# Просторненское сельское поселение
Просторненское се́льское поселе́ние (укр. Просторненське сільське́ посе́лення, крымскотат. Yañı Şirin köy yurtu, Янъы Ширин кой юрту) — муниципальное образование в Джанкойском районе Республики Крым Российской Федерации.
Административный центр — село Просторное.

## География
Расположено на востоке Джанкойского района, в степной зоне полуострова, на побережье Сиваша, у границы с Нижнегорским районом.

## История
В 1960 году был образован Просторненский сельский совет.
Статус и границы Просторненского сельского поселения установлены Законом Республики Крым от 5 июня 2014 года № 15-ЗРК «Об установлении границ муниципальных образований и статусе муниципальных образований в Республике Крым».

## Население
| 2001  | 2014  | 2015  | 2016  | 2017  | 2018  | 2019  |
| ----- | ----- | ----- | ----- | ----- | ----- | ----- |
| 2641  | ↘2057 | ↗2061 | ↘2036 | ↘1986 | ↘1974 | ↘1964 |
| 2020  | 2021  |       |       |       |       |       |
| ↘1938 | ↗2344 |       |       |       |       |       |

## Состав сельского поселения
| № | Населённый пункт | Тип населённого пункта       | Население |
| - | ---------------- | ---------------------------- | --------- |
| 1 | Антоновка        | село                         | ↘29       |
| 2 | Апрелевка        | село                         | ↘281      |
| 3 | Бородино         | село                         | ↘568      |
| 4 | Нижние Отрожки   | село                         | ↘118      |
| 5 | Просторное       | село, административный центр | ↘635      |
| 6 | Славянское       | село                         | ↘42       |
| 7 | Стефановка       | село                         | ↘384      |